# (10305) Grignard
(10305) Grignard est un astéroïde de la ceinture principale.

## Description
(10305) Grignard est un astéroïde de la ceinture principale. Il fut découvert le 29 décembre 1989 à l'Observatoire de Haute-Provence par Eric Walter Elst. Il présente une orbite caractérisée par un demi-grand axe de 2,56 UA, une excentricité de 0,13 et une inclinaison de 5,7° par rapport à l'écliptique.

## Compléments